# Utestående aktier
Utestående aktier är antalet aktier som finns tryckta för ett visst företag. Det går även att se som så
{\displaystyle B=T\cdot A}
Med {\displaystyle B} för börsvärde, {\displaystyle T} för totalt antal utestående aktier och {\displaystyle A} för aktiekurs.
Detta antal kan minska vid återköp eller öka vid nyemission, varför det alltid redovisas i företagsrapporter.